# 침입자들
《침입자들》(중국어: 沉默的證人)은 2019년에 개봉한 홍콩의 영화이다.

## 캐스팅
- 장가휘 : 진가호 역
- 임현제 : 당세걸 역
- 양쯔 : 교림 역